# Trobadores

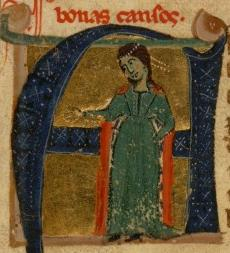
Trobadora

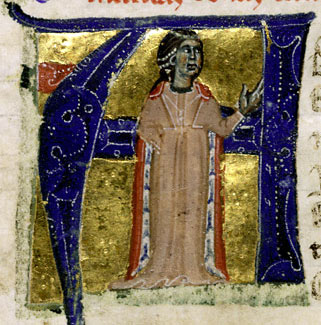
Comtessa de Dia

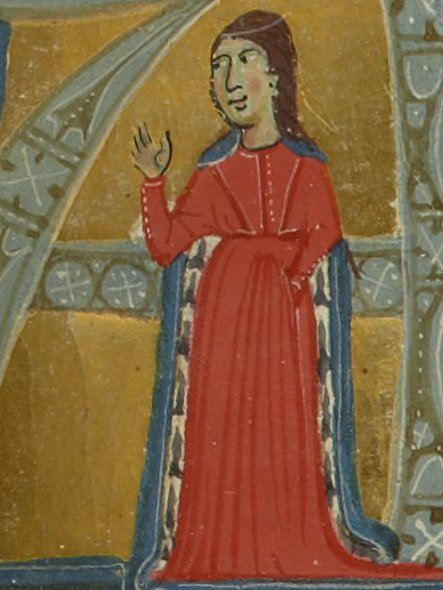
Castelloza

Les trobadores o trobairitz eren l'equivalent femení de la figura del trobador, els quals van ser els creadors de l'anomenada cultura de l'amor cortès que va néixer a l'Occitània (territori situat al sud de França entre el riu Loira, els Pirineus, l'Atlàntic i la Mediterrània) als segles XII-XIII, estenent-se pel nord d'Itàlia i Catalunya.
Aquests segles baix medievals van ser una època d'inestabilitat política, de lluites entre faccions i senyorius feudals, però també ho van ser d'intercanvis comercials, culturals i espirituals. Per això, en el segle XII i part del XIII, es va donar lloc a nous espais de llibertat i actuació espiritual i política, especialment per a les dones.
Algunes d'aquestes dones foren les protagonistes i les impulsores de l'esplendor de la cultura occitana, convertint Occitània en un dels centres més actius de la cultura medieval de l'Occident europeu, on, en contrast amb l'ambient bel·licós i brutal de les guerres feudals que assolaren Europa, naixia un entorn cultural de música, poesia, jocs d'amor, i una nova forma de relacionar-se entre homes i dones, que s'havia anat forjant a l'interior dels castells occitans que elles governaven i administraven, en les corts anomenades salons de pierre –salons de pedra– sota la seva influència. Aquestes dones apostaren per una forma d'estar en el món, exercint una notable autoritat en la política i en la cultura del seu temps, sent creadores i portadores de cultura. Practicaren i ensenyaren a estar en el món amb el seu desig, sense violència, reconeixent la força creadora i civilitzadora de l'amor. Per això elles crearen l'amor cortès, perquè va ser un desig i una necessitat latent en una societat marcada per la guerra i la barbàrie. Aquesta cultura que la filòsofa Simone Weil va definir com "el refugi del geni mediterrani" va entendre una forma de política i de relacions humanes en què l'amor se situà en el mateix centre de la política, perquè elles es mantingueren fidelis a l'intelectus amoris o enteniment de l'amor.

## L'amor en el centre de la política
Aquestes poetes de l'amor eren anomenades trobairitz, que en occità deriva de trobar; trobadora era, per tant, aquella que sabia ben trobar, trobar la paraula precisa per expressar un sentiment. En les Vida o Raó, que és una breu biografia o testimoni, es diu que la trobadora de qui es parla era ben enseignada, culta i que sabia ben trobar, compondre poesia i música. Eren dones molt cultes; pertanyien a la noblesa i, per tant, tingueren accés a la cultura de la seva època; sent elles, alhora, fundadores de cultura, influenciades per les obres llatines clàssiques i per la poesia andalusina, van fer de la poesia l'element fonamental de la cultura del seu temps. Componien versos en els quals dictaven normes de comportament a aquells homes que pretenien establir relacions amb elles, una manera directa de dir-los que ni la força, ni la bravura, ni la violència tenien cabuda en les relacions que elles desitjaven. Fou mitjançant la poesia que les trobairitz expressaren el seu desig lliure de ser dones. Tant és així que la historiadora Marirí Martinengo sosté que en aquests segles a Occitània es va donar una societat femenina, és a dir, que es va donar un context social en què es va tenir en compte la paraula de les dones. Per la seva part, la historiadora María Milagros Rivera Garretas entén com a societat femenina, aquella en la qual les dones tingueren en compte altres dones.
Elles van gosar a escriure i cantar en la seva llengua materna -que era la llengua d'oc, la llengua que va donar nom a part del seu territori, el Llenguadoc-; aquesta transposició en escriptura de la llengua materna va ser per a elles un canvi necessari per a poder expressar-se partint dels seus sentiments, perquè és amb la llengua materna que aprenem a significar el món en la nostra infància, a relacionar-nos en aquest i amb aquest; per això, la filòsofa Luisa Muraro destaca aquesta invenció femenina d'independència simbòlica. Aquesta llengua de relació, la van fer servir per a anomenar la seva experiència amorosa; amb les seves poesies entren en diàleg a l'entorn de qüestions amoroses, discutint sobre els codis d'amor cortès i, en particular, les relacions entre dones i homes sobre qüestions d'ètica amorosa; en les seves poesies hi ha lloc per al lament, un cant a l'amor, també a l'amor no correspost; per això, tant homes com dones acudien a una dona coneixedora de l'amor en qui confiaven i en qui reconeixien autoritat per demanar-li consell i mediació per poder entrar en diàleg amorós. Aquesta conversa era escenificada en la tençó i el partiment, que era un diàleg en poesia, quasi sempre cantat a dues veus; en aquests diàlegs, tots dos exposaven els seus arguments, d'aquesta manera es feia palesa la consciència que dones i homes són diferents i, per tant, senten de forma diferent. Les trobairitz eren dones força agosarades que cantaven l'amor que sentien pels seus amants amb molt d'atreviment i cortesia. Les trobairitz varen dirigir, sense lleis, les qüestions amoroses de les corts. Es varen servir de la relació d'autoritat, que és diferent del poder.

## Mestres de civilització
Elles posaren mesura a l'amor, perquè interpretaren que l'exaltació amorosa havia de ser mesurada per erradicar de la relació la bravura i la violència. Entenien que en l'erotisme no existia una escissió entre allò físic i espiritual de l'amor, sinó que l'amor es gestava amb la contemplació de la bellesa de l'estimat o l'estimada, però sobretot emanava de les seves capacitats intel·lectuals i espirituals; per tant, aquell poeta que volia cortejar la seva dama, havia d'aprendre les qualitats per trobar la mesura adequada perquè la dama li correspongués, una mesura que no passava ni per la força, ni per la violència; d'aquesta manera, elles escollien qui era la persona digna de ser estimada per elles. Va ser la brutalitat de la guerra i la violència masculina allò que va portar aquestes dones a pensar i practicar una forma diferent de govern. El seu desig de governar amb amor les va portar a crear una nova forma de relacionar-se entre els sexes, perquè entenien que aquesta era l'única via d'entesa capaç de civilitzar les relacions polítiques i garantir la vida en pau. Canviaren el brandar de les espases per l'art de la conversa; per això, són anomenades creadores de civilització, i són també les precursores de les precioses del segle xvii en l'art de la conversa amorosa.
Les trobairitz es nodriren d'un règim de mediació que donava lloc a estar en el món des de la diferència sexual lliure. Potser per això mateix, o perquè algunes trobadores i càtares pertanyien als mateixos llinatges, després de la croada albigesa (s. XIII) contra càtares i càtars, ja no tenim notícies de les trobadores i el seu civilitzador amor cortès.
Moltes reines com Elionor d'Aquitània, i les seves filles, Maria de Xampanya i Joana de Toulouse, les seves netes, Blanca de Castella i Constança, i dones de la noblesa occitana com Adelaida de Burlat, Ermengarda de Narbona, etc., totes impulsaren l'amor i les relacions interpersonals perquè es convertiren en el nus central tant de la vida política com de l'art.

## Llista detrobairitz
- Alais[9]
- Alamanda[10]
- Almucs de Castelnau
- Azalais d'Altier
- Azalais de Porcairagues
- Beatriu de Dia (comtessa de Dia)
- Bieiris de Romans (o Beatritz de Romans)
- Carenza (vegeu Alais)
- Castelloza
- Clara d'Anduza
- Garsenda de Provença (o Garsenda de Sabran o Garsenda, comtessa de Forcalquier)
- Gaudairenca[11]
- Gormonda de Monpeslier
- Guilhelma de Rosers
- Domna H[12]
- Isabella[13] del Perigord?
- Isabelle de Lorena
- Iselda (vegeu Alais)
- Isolda de Capio
- Lombarda
- Maria de Ventadorn
- Tibors de Sarenom